# Bataille de Dodowa
Première guerre anglo-ashanti
La bataille de Dodowa ou de Katamansu est livrée le 7 août 1826 au Ghana pendant la première guerre anglo-ashanti (1823-1831).
Elle oppose les forces de l'empire Ashanti à une armée britannique commandée par le colonel Purdon et renforcée par des contingents de divers peuples ghanéens hostiles aux Ashantis. Bataille décisive du conflit, elle se termine par la défaite de ces derniers. Cependant, ils rejettent pendant plusieurs années toute proposition de paix et la guerre perdure jusqu'au 27 avril 1831. La bataille de Dodowa marque le début du déclin de la puissance ashanti.

## Sources
- (en) Daniel Miles McFarland, Historical dictionary of Ghana, Metuchen, N.J, Scarecrow Press, coll. « African historical dictionaries » (no 39), 1985, 296 p. (ISBN 978-0-810-81761-6)
- (en) « Chapter XXI : The battle of Dodowa, 1824 to 1826 », dans William Walton Claridge, A history of the Gold Coast and Ashanti from the earliest times to the commencement of the twentieth century, vol. 1, Londres, John murray, 1915 (lire en ligne), p. 373-391
- (en) Peter Young et Michael Calvert, A dictionary of battles,  1816-1976, New York, Mayflower Books, 1978, 606 p. (ISBN 978-0-831-72260-9)